# Associação de Futebol da Papua-Nova Guiné
A Associação de Futebol da Papua-Nova Guiné (em inglês: Papua New Guinea Football Association, ou PNGFA) é o órgão dirigente do futebol na Papua-Nova Guiné. Ela é a responsável pela organização dos campeonatos disputados no país, bem como da Seleção Nacional masculina e feminina.